# Йонсен, Эрланд
Э́рланд Йо́нсен (норв. Erland Johnsen; род. 5 апреля 1967, Мосс, Эстфолл) — норвежский футболист, выступавший на позиции центрального защитника, ныне тренер.

## Карьера

### Клубная
Свою игровую карьеру Эрланд Йонсен начал в норвежском «Моссе», позднее он перешёл в мюнхенскую «Баварию». В «Баварии» Йонсен за два сезона дважды стал победителем чемпионата Германии: в 1989 и 1990 годах. В декабре 1989 года Йонсен перешёл в английский клуб «Челси», где отыграл восемь сезонов, а в 1995 году был признан игроком года «Челси». Он забил за этот клуб только однажды. Это случилось в апреле 1994 года в матче против «Саутгемптона». После победы в финале Кубка Англии 1997 года игрок вернулся в Норвегию, где сначала провёл один сезон за «Русенборг», а затем в июне 1999 года завершил карьеру в «Стрёмсгодсете».

### В сборной
Эрланд Йонсен начал выступать в молодёжной сборной с 1986 года и провёл за неё 16 матчей. В главной сборной Норвегии он сыграл 19 матчей. Также провёл 5 матчей в рамках квалификации на футбольный турнир летних Олимпийских игр 1988, которые ФИФА не признаёт международными. В матче между сборными Норвегии и Шотландии, прошедшем 15 ноября 1989 года на стадионе «Хэмпден Парк», Йонсен забил гол с середины поля в ворота Джима Лейтона. Этот гол был показан по телевидению, а CNN объявила этот матч «игрой дня». Это также вызвало интерес к футболисту со стороны клуба «Челси», в составе которого он позже выступал. Второй гол Йонсен забил в товарищеской встрече со сборной Северной Ирландии 27 марта 1990 года.
Эрланд был заявлен в сборную Норвегии на ЧМ 1994 года. На турнире он сыграл один матч против сборной Ирландии.

### Тренерская
С 1999 по 2002 год Эрланд Йонсен выполнял роль главного тренера в клубе «Стрёмсгодсет». Затем он работал в «Моссе», «Фолло» и «Лиллестрёме». Его последним местом работы был норвежский «Стрёммен».

## Статистика

### Матчи Йонсена за сборную Норвегии
| Матчи Йонсена за сборную Норвегии | Матчи Йонсена за сборную Норвегии | Матчи Йонсена за сборную Норвегии | Матчи Йонсена за сборную Норвегии | Матчи Йонсена за сборную Норвегии | Матчи Йонсена за сборную Норвегии |
| --------------------------------- | --------------------------------- | --------------------------------- | --------------------------------- | --------------------------------- | --------------------------------- |
| №                                 | Дата                              | Соперник                          | Счёт                              | Голы Йонсена                      | Соревнование                      |
| 1                                 | 6 мая 1987                        | Турция                            | 1:1                               | —                                 | Олимпийские игры 1988 (отбор)     |
| 2                                 | 26 августа 1987                   | Швейцария                         | 0:0                               | —                                 | Олимпийские игры 1988 (отбор)     |
| 3                                 | 14 ноября 1987                    | Болгария                          | 0:4                               | —                                 | Олимпийские игры 1988 (отбор)     |
| 4                                 | 18 ноября 1987                    | Турция                            | 0:0                               | —                                 | Олимпийские игры 1988 (отбор)     |
| 5                                 | 26 апреля 1988                    | Швеция                            | 0:0                               | —                                 | Товарищеский матч                 |
| 6                                 | 1 июня 1988                       | Ирландия                          | 0:0                               | —                                 | Товарищеский матч                 |
| 7                                 | 28 июля 1988                      | Бразилия                          | 1:1                               | —                                 | Товарищеский матч                 |
| 8                                 | 9 августа 1988                    | Болгария                          | 1:1                               | —                                 | Товарищеский матч                 |
| 9                                 | 14 сентября 1988                  | Шотландия                         | 1:2                               | —                                 | Чемпионат мира 1990 (отбор)       |
| 10                                | 28 сентября 1988                  | Франция                           | 0:1                               | —                                 | Чемпионат мира 1990 (отбор)       |
| 11                                | 31 мая 1989                       | Австрия                           | 4:1                               | —                                 | Товарищеский матч                 |
| 12                                | 23 августа 1989                   | Греция                            | 0:0                               | —                                 | Товарищеский матч                 |
| 13                                | 25 октября 1989                   | Кувейт                            | 2:2                               | —                                 | Товарищеский матч                 |
| 14                                | 15 ноября 1989                    | Шотландия                         | 1:1                               | 1                                 | Чемпионат мира 1990 (отбор)       |
| 15                                | 7 февраля 1990                    | Мальта                            | 1:1                               | —                                 | Товарищеский матч                 |
| 16                                | 27 марта 1990                     | Северная Ирландия                 | 3:2                               | 1                                 | Товарищеский матч                 |
| 17                                | 6 июня 1990                       | Дания                             | 1:2                               | —                                 | Товарищеский матч                 |
| 18                                | 22 августа 1990                   | Швеция                            | 1:2                               | —                                 | Товарищеский матч                 |
| 19                                | 22 мая 1994                       | Англия                            | 0:0                               | —                                 | Товарищеский матч                 |
| 20                                | 1 июня 1994                       | Дания                             | 2:1                               | —                                 | Товарищеский матч                 |
| 21                                | 28 июня 1994                      | Ирландия                          | 0:0                               | —                                 | Чемпионат мира 1994               |
| 22                                | 22 июля 1995                      | Франция                           | 0:0                               | —                                 | Товарищеский матч                 |
| 23                                | 6 сентября 1995                   | Чехия                             | 0:2                               | —                                 | Чемпионат Европы 1996 (отбор)     |
| 24                                | 15 ноября 1995                    | Нидерланды                        | 0:3                               | —                                 | Чемпионат Европы 1996 (отбор)     |

Итого: 24 матча / 2 гола; 3 победы, 14 ничьих, 7 поражений.

## Достижения
Командные
«Мосс»
- Чемпион Норвегии: 1987

«Бавария»
- Чемпион Германии: 1988/89

«Челси»
- Обладатель Кубка полноправных членов: 1990

«Русенборг»
- Чемпион Норвегии (2): 1997, 1998

Личные
- Игрок года футбольного клуба «Челси»: 1995